# 張岱
張岱（ちょう たい、414年 - 484年）は、南朝宋から斉にかけての官僚・政治家。字は景山。本貫は呉郡呉県。娘は陸倕の母。

## 経歴
宋の金紫光禄大夫の張茂度（名は裕、張邵の兄）の子として生まれた。若くして兄の太子中舎人張演（張緒の父）・新安郡太守張鏡・征北将軍張永（張瓌・張稷の父）・弟の広州刺史張弁とともに名を知られ、「張氏五龍」と称された。兄弟の中でも張演と張鏡の名が最も高く、張永・張岱・張弁は及ばなかった。呉郡に選挙されて上計掾とされたが、着任しなかった。揚州に召されて従事となった。南平王右軍主簿・尚書水部郎を歴任し、東遷県令として出向した。呉興郡太守の殷沖に名器と評され、大成を予言された。元嘉30年（453年）、劉劭が文帝を殺害して帝を称し、その打倒のために隨王劉誕が会稽で起兵すると、張岱は劉誕の下で建威将軍・輔国長史・行県事となった。劉劭の乱が平定されると、張岱は司徒左西曹となった。撫軍諮議参軍に転じ、山陰県令を兼ねた。
大明4年（460年）、巴陵王劉休若が徐州刺史となると、張岱は冠軍諮議参軍となり、彭城郡太守を兼ね、冠軍府と徐州の事務を代行した。大明5年（461年）、臨海王劉子頊が広州刺史となると、張岱は征虜府と広州の事務を代行した。大明7年（463年）、豫章王劉子尚が車騎将軍となると、張岱は車騎府と揚州の事務を代行した。また晋安王劉子勛の下で征虜府と南兗州の事務を代行した。入朝して黄門郎となり、驃騎長史に転じ、広陵郡太守を兼ねた。南徐州刺史の新安王劉子鸞が呉郡を南徐州に編入すると、張岱は南徐州別駕となり、劉子鸞を補佐した。大明8年（464年）、孝武帝が崩御すると、張岱は吏部郎となった。泰始2年（466年）、晋安王劉子勛を支持する勢力が各地で挙兵して明帝に反抗すると、明帝は張岱の才幹を信任して、使持節・都督西豫州諸軍事・輔国将軍・西豫州刺史に任じた。まもなく張岱は冠軍将軍・北徐州刺史・都督北討諸軍事に転じたが、いずれも赴任しなかった。泰始末年、呉興郡太守となった。泰豫元年（472年）、使持節・都督益寧二州諸軍事・冠軍将軍・益州刺史に任じられた。元徽年間、益州は張岱の統治のもとで比較的安定した。張岱は召還されて侍中となり、長水校尉を兼ねた。度支尚書となり、左軍を兼ね、吏部尚書に転じた。王倹とのあいだに確執があり、その仲はすこぶる険悪であった。
昇明元年（477年）、張岱の兄の子の張瓌と張岱の弟の張恕が呉郡太守の劉遐を討つと、蕭道成は張恕を晋陵郡太守に任じようとした。張岱は張恕の経験が浅いことを理由に反対したが、蕭道成は張恕の勲功を張瓌と同等と認めて翻さなかった。まもなく張岱は散騎常侍の位を加えられた。建元元年（479年）、斉が建国されると、張岱は左将軍・呉郡太守として出向した。建元2年（480年）、中護軍となり、給事中の位を加えられた。建元3年（481年）、金紫光禄大夫の位を受け、鄱陽王師を兼ねた。
建元4年（482年）、武帝が即位すると、張岱は再び散騎常侍・呉興郡太守となった。永明2年（484年）、使持節・監南兗兗徐青冀五州諸軍事・後将軍・南兗州刺史に任じられたが、受けないうちに死去した。享年は71。諡は貞子といった。

## 伝記資料
- 『南斉書』巻32 列伝第13
- 『南史』巻31 列伝第21